# Sindrome di MOMO
La sindrome di MOMO è una malattia genetica rarissima che appartiene alle sindromi con crescita eccessiva ed è stata diagnosticata in soli sei casi in tutto il mondo, e si verifica in 1 caso su 100 milioni di nascite. Il nome è un acronimo dei quattro aspetti principali della malattia: Macrosomia (eccessivo peso alla nascita), Obesità, Macrocefalia (eccessiva dimensione della testa) e le anomalie Oculari. Non si sa se si tratta di una condizione che limita la vita. La sindrome MOMO fu diagnosticata nel 1993  dal professor Célia Priszkulnik Koiffmann, un ricercatore brasiliano negli studi genetici e clinici di disturbi dello sviluppo neurologico.
Acronimo di questa sindrome è un gioco di parole. Si riferisce al tradizionale alto e obeso re di Carnevale, Momus-Rei in portoghese.